# Secretaria Nacional de Economia Solidária
A Secretaria Nacional de Economia Solidária - SENAES foi criada em 2003 pelo presidente Luiz Inácio Lula da Silva. Após a eleição de Lula em 2002, os movimentos sociais organizados em torno da Economia Solidária, propuseram a criação da SENAES indicando o nome do professor Paul Singer para secretário. A secretaria foi criada no âmbito do Ministério do Trabalho e Emprego e fomenta por todo o país a geração de trabalho e renda através de uma forma diferenciada de organização do trabalho, a Economia Solidária, na tentativa de evitar grandes desigualdades de políticas neoliberais.
Há uma parceria do Banco Nacional do Desenvolvimento Econômico e Social e a SENAES que reconhece e divulga ações que empreendedores fazem para auxiliar nesta inclusão, resultando em um prêmio.